# Pepa Batalla i Rubio
Pepa Batalla i Rubio (Barcelona, 1925 - Barcelona, 2013) Fou una dona catalana, lluitadora antifranquista, lider de la Resistència pacífica i militant històrica d'Esquerra Republicana de Catalunya. Va estar vinculada al barri barceloní de Sant Andreu de Palomar on va representar el partit al Consell de la Dona del Districte.
Nascuda el 1925 al Barri de Gràcia, des de molt petita quedà òrfena de pare. Convivia amb la mare, els avis i les germanes. Es va educar a les Carmelites i a l'Escola de la República de la Travessera de Gràcia. El 1936 amb només 12 anys li va tocar viure els bombardejos i els horrors de la Guerra Civil.
Va aprendre l'ofici de camisera, es va casar als 21 anys i va tenir un fill. Desavinences familiars van fer que aviat es quedés sola amb el nen i anés a viure amb una amiga al Carrer de Sant Pau. Més tard aconseguí feina d'encarregada en un taller de camiseria, i accedí al pis del Carrer Navas on va viure tota la vida.
El seu primer contacte amb la política es produí al coincidir diàriament en un cafè, durant el descans de la feina, amb alguns antifranquistes que s'hi reunien per programar accions d'agitació i protesta. Aviat s'hi va adherir, i de matinada anava amb els companys a tirar octavetes al metro, i a enganxar cartells en punts estratègics de la ciutat.
Més tard, va contactar amb antics militants d'Esquerra Republicana de Catalunya a la clandestinitat. Es reunien al barri de Sant Andreu, a l'ampar de la parròquia que acollia antifranquistes de totes les tendències, i preparàven accions reivindicatives, manifestacions i tancades.
Quan es van convocar les primeres eleccions democràtiques, l'Esquerra Republicana encara era il·legal i es va haver de presentar en coalició amb els comunistes del Partit del Treball (PTC) amb el nom d'Esquerra de Catalunya. Varen aconseguir un diputat que fou Heribert Barrera i Costa.
Pepa va formar part del grup que va obrir el primer casal d'ERC quan finalment fou legalitzada el 2 d'agost de 1977 i va ser sempre present en els moments clau del Partit.
Des de l'Associació de Veïns de Sant Andreu, va lluitar per aconseguir escoles i sanitat públiques i reclamà la igualtat de drets entre homes i dones. Fins més enllà dels 85 anys, va participar com a presidenta del Consell de la Dona del Districte en xerrades i accions de sensibilització. Va morir a finals de setembre de l'any 2013 als 88 anys.